# Пестово
Пестово (рос. Пестово) — місто в Новгородській області, адміністративний центр Пестовського муніципального району і міського поселення Пестово.
Населення - 14 842 осіб. (2021).

## Географія
Місто розташоване на річці Молога (басейн Волги), за 314 км на схід від Великого Новгорода, за 360 км на південний схід залізницею від Санкт-Петербургу та за 54 км на захід від Устюжни Вологодської області. Найсхідніше місто Новгородської області.

## Історія
Станція Пестово була заснована при будівництві залізниці в 1918 році, перший поїзд пройшов через Пестово у 1919 році. Станція отримала свою назву від розташованої поблизу (на захід, на річці Меглінка) села Російське Пестово. Прикметник «російське» в назві села пояснюється тим, що неподалік є ще й село Карельську Пестово (карели оселилися в Новгородській землі після того, як по Тявзинському (1595) і Столбовському (1617) мирним договорам землі навколо Ладозького озера і в гирлі Неви відійшли від Московського царства до Швеції, а значна частина місцевого православного карельського населення змушена була переселитися на південь. Сама назва Пестово походить від особистого імені Пест].
У 1924 році в селищі при станції відкрився лісопильний завод, що виріс в наступні роки до великого деревообробного комбінату. 